# Diócesis de Ensenada
La diócesis de Ensenada (en latín: Dioecesis Sinuensis) es una circunscripción eclesiástica de la Iglesia católica en México. Se trata de una diócesis latina, sufragánea de la arquidiócesis de Tijuana. Desde el 21 de mayo de 2013 su obispo es Rafael Valdéz Torres.

## Territorio y organización
La diócesis tiene 52 482 km² y extiende su jurisdicción sobre los fieles católicos de rito latino residentes en el municipio de Ensenada y Municipio de San Quintín en el estado de Baja California. Pertenecen a la diócesis las poblaciones de Ensenada, Valle de Guadalupe, Maneadero, San Vicente Ferrer, Vicente Guerrero, San Quintín, Col. Lázaro Cárdenas, El Rosario, Bahía de los Ángeles, Villa Jesús María, Isla de Cedros y Valle de La Trinidad, o sea desde el Valle e Guadalupe hasta el paralelo 28°, colindando con Baja California Sur, y la Diócesis de la Paz al sur, Arquidiócesis de Tijuana al norte y Diócesis de Mexicali al este, y el océano pacífico al oeste.
La sede de la diócesis se encuentra en la ciudad de Ensenada, en donde se halla la Catedral de Nuestra Señora de Guadalupe.
En 2021 en la diócesis existían 32 parroquias agrupadas en 4 decanatos: Nuestra Señora de Guadalupe, San José, Nuestra Señora del Rosario y María Estrella del Mar, 51 sacerdotes, de los cuales 39 eran seculares y 12 regulares. Se estima además que hay 90 religiosos en la circunscripción de la diócesis.

## Historia
La diócesis fue erigida el 27 de enero de 2007 con la bula Venerabiles Fratres del papa Benedicto XVI, obteniendo el territorio de la arquidiócesis de Tijuana y de la diócesis de Mexicali.

## Estadísticas
Según el Anuario Pontificio 2022 la diócesis tenía a fines de 2021 un total de 336 997 fieles bautizados.

## Episcopologio
- Sigifredo Noriega Barceló (27 de enero de 2007-2 de agosto de 2012) primer obispo de la diócesis y luego nombrado, obispo de Zacatecas.)
- Rafael Valdez Torres, nombrado segundo obispo de la diócesis desde el 21 de mayo de 2013.

| Año                                                                             | Población            | Población | Población      | Sacerdotes | Sacerdotes    | Sacerdotes    | Bautizados por sacerdote | Diáconos permanentes | Religiosos | Religiosos | Parroquias |
| Año                                                                             | Bautizados católicos | Total     | % de católicos | Total      | Clero secular | Clero regular | Bautizados por sacerdote | Diáconos permanentes | Varones    | Mujeres    | Parroquias |
| ------------------------------------------------------------------------------- | -------------------- | --------- | -------------- | ---------- | ------------- | ------------- | ------------------------ | -------------------- | ---------- | ---------- | ---------- |
| 2007                                                                            | 621 346              | 658 899   | 94.3           | 43         | 25            | 18            | 14 449                   |                      |            | 72         | 23         |
| 2012                                                                            | 443 000              | 562 000   | 78.8           | 48         | 32            | 16            | 9229                     |                      | 18         | 87         | 28         |
| 2013                                                                            | 447 000              | 567 000   | 78.8           | 50         | 32            | 18            | 8940                     |                      | 20         | 71         | 28         |
| 2016                                                                            | 298 839              | 498 183   | 60.0           | 49         | 37            | 12            | 6098                     |                      | 22         | 73         | 30         |
| 2019                                                                            | 310 700              | 526 048   | 59.1           | 55         | 42            | 13            | 5649                     |                      | 20         | 87         | 32         |
| 2021                                                                            | 336 997              | 557 430   | 60.5           | 51         | 39            | 12            | 6607                     |                      | 15         | 75         | 32         |
| Fuente: Catholic-Hierarchy, que a su vez toma los datos del Anuario Pontificio. |                      |           |                |            |               |               |                          |                      |            |            |            |